# HMS Avenger (D14)
Pour les autres navires du même nom, voir HMS Avenger.
Le HMS Avenger (D14) est un porte-avions d'escorte de la Royal Navy construit au début de la Seconde Guerre mondiale. 
Sa quille fut posée le 28 novembre 1939 au chantier naval Sun Shipbuilding & Drydock Co., à Chester (USA), sous le nom de Rio Hudson. Destiné à la marine marchande, il est repris incomplet par l'USN pour le transformer en un second porte-avions d'escorte destiné à la Royal Navy en Prêt ou Crédit-Bail dans le cadre du Lend-Lease. Le navire est mis en service le 2 mars 1942 à l'île de Staten Island (New York).
L'Avenger pouvait emporter au maximum 15 avions. En septembre 1942, il participe au plus grand convoi russe de la guerre. À son retour à la base, le capitaine élabora des recommandations après avoir observé un certain nombre de défauts de conception lors de la traversée. En novembre 1942, il participe à l'opération Torch, invasion alliée en Afrique du Nord, où il subit quelques problèmes de motorisation. Lors de son transit vers son retour à la base, l'Avenger est coulé par le sous-marin allemand U-155 le 15 novembre 1942 à 3 h 20 du matin, 9 heures après avoir quitté Gibraltar pour la Grande-Bretagne. La quasi-totalité de l'équipage décède dans cette attaque.

## Conception et description
Les quatre porte-avions d'escorte de la classe Avenger sont à l'origine des cargos de type C3. Leur conception était basée sur la classe de porte-avions américain Long Island. Ils ont été construits par les chantiers Sun Shipbuilding à Chester (Pennsylvanie) ; quatre chantiers vont alors convertir les Rio Hudson, Rio Parana, Rio de la Plata et Rio de Janeiro en porte-avions d'escorte Avenger, Biter, Charger et Dasher respectivement à partir d'avril 1941.
L'Avenger avait un effectif de 555 hommes (personnel navigant compris), une longueur hors-tout de 150 m, un maître bau (largeur) de 21 m et une hauteur de 8,10 m. Il avait un déplacement de 10 366 tonnes et un port en lourd de 15 125 tonnes à pleine charge. Le pont d'envol était long de 410 pieds (125 m) et il disposait d'un petit hangar en flush deck sous l'arrière du pont, haut de 16 pieds (4,9 m). Il disposait de réservoirs d'une capacité de 39 000 gallons US (147 631 ℓ) (90 000 gallons US soit 340 687 ℓ pour le Charger) qui lui conférait une autonomie de 15 000 milles marins (27 800 km) (respectivement 26 340 milles marins (48 780 km)) à 15 nœuds (28 km/h). Quatre moteurs diesel Sun-Doxford développant au total 8 500 ch permettaient au porte-avions d'atteindre les 16,5 nœuds (31 km/h). Le porte-avions était équipé de trois canons anti-aériens de 4 pouces QF Mk XVI à double usage montés à la verticale et quinze canons de 20 mm Oerlikon. Son aéronef se composait de quinze avions, dont des Grumman F4F Wildcat, des avions de chasse Hawker Hurricane et des Fairey Swordfish, notamment pour la lutte anti-sous-marine.

## Historique

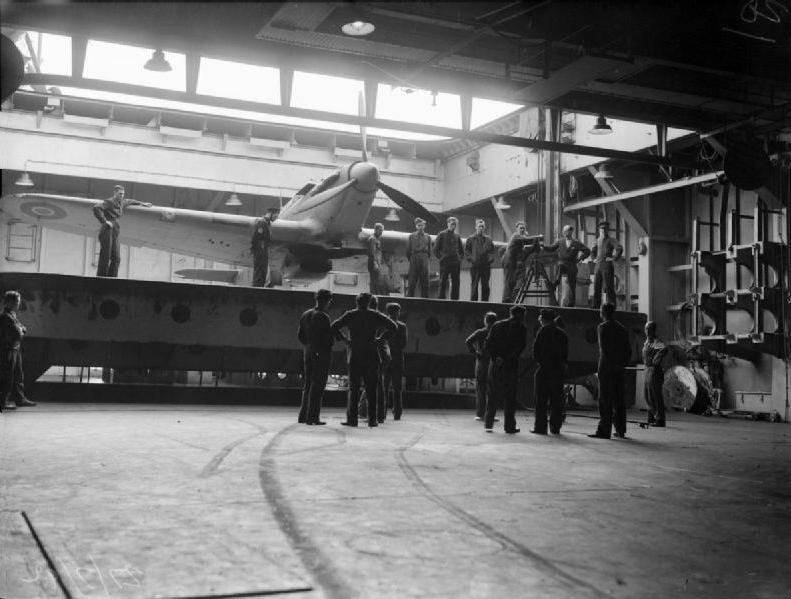
Intérieur du hangar de lAvenger, l'ascenseur amène un Hurricane du sur le pont.

Le 18 avril 1942, ses moteurs sont tombés en panne lors d'un exercice d'atterrissage de quatre Fairey Swordfish du 816 Naval Air Squadron (en) (Fleet Air Arm). Réparé le 30 avril 1942, il rejoint le groupe d'escorte du convoi AT 17 qui traverse l'Atlantique à destination de la Grande-Bretagne. Le 4 mai 1942, deux avions ont perdu le convoi dans des conditions météorologiques difficiles. Ne disposant d'aucune aide (le porte-avions n'était pas équipé de radiobalise), les avions et leurs équipages n'ont jamais été retrouvés. Le 11 mai 1942, son poste de pilotage est allongé dans un chantier naval de la Clyde. À partir du 16 juillet 1942, il est alloué à la Home Fleet. La HF ayant une pénurie d'avions de chasse Martlet, les Hawker Hurricane de la Royal Air Force ont été modifiés par General Aircraft Limited en version Sea Hurricane. L'Avenger a été choisi pour tester la capacité d'atterrissage de son pont sur les transporteurs d'escorte. Les tests, pilotés par Eric Brown, ont été couronnés de succès. Douze avions modifiés, dorénavant transférés dans la 802 Naval Air Squadron (en) et la 882 Naval Air Squadron (en), ont été affectés à l'Avenger. Ils ont ensuite été rejoints par trois Fairey Swordfish et cinq équipages du 825 Naval Air Squadron.

### Convoi PQ 18

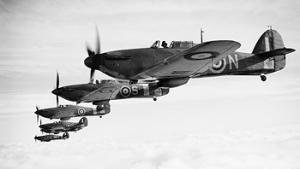
Sea Hurricanes du Fleet Air Arm volant en formation.

Le 2 septembre 1942, il participe à l'opération EV. L'Avenger quitte la Grande-Bretagne sous le commandement du commander Anthony Paul Colthust, rejoignant l'escorte du convoi PQ 18 pour le nord de la Russie. Durant son transit, il perd un de ses Sea Hurricanes pendant une tempête.
Détecté par un appareil de la Luftwaffe, l'Avenger est bombardé à son arrivée en Islande par un Focke-Wulf Fw 200. Les deux bombes larguées tombent sur des maisons à proximité.
Après le désastre du convoi PQ 17, la Royal Navy crée la plus grande force d'escorte jamais assemblée pour un convoi de l'Arctique. C'est d’ailleurs le premier convoi qui soit escorté par un porte-avions. Supervisé par le contre-amiral Robert Burnett, l'escorte comprenait l'Avenger, rejoint par le croiseur HMS Scylla, seize destroyers, des sloops, des corvettes et des mouilleurs de mines. L'Avenger, le Scylla et les destroyers d'escorte HMS Wheatland et HMS Wilton, quittent l'Islande et rejoignent le convoi en retard le 9 septembre 1942. Un de ses avions Swordfish a immédiatement été envoyé en patrouille de reconnaissance, mais le mauvais temps durant deux jours empêcha toute action. Le temps s'étant éclairci vers la mi-journée du 12 septembre, l'escorte détecte un hydravion à coque Blohm & Voss BV 138 tournant autour du convoi. Quatre Hurricane décollent pour l'intercepter, sans succès. Plus tard le même jour, un Swordfish en patrouille détecte deux U-boots; ils plongèrent au moment où les escortes étaient en position.
Le 13 septembre vers 4 heures du matin, un Swordfish en patrouille attaque un U-boot rechargeant ses batteries en surface. À 7 h 0, un autre Swordfish aperçoit deux U-boots qui plongèrent avant qu'une attaque puisse être lancée. Un peu plus tard, un autre hydravion à coque est aperçu, mais les Hurricanes envoyés pour l'intercepter le perdent dans les nuages. À 9 h 0, deux navires marchands sont torpillés et coulés. Au cours de l'attaque, les Sea Hurricanes localisent l'avion de reconnaissance allemand et l'attaquent avec leurs mitrailleuse Browning 1919, qui n'ont peu d'effet sur l'avion blindé. À 15 h 0, six Junkers Ju 88 qui circulent à travers le convoi lancent une attaque de bombardement. Aucun navire n'est touché et les Hurricanes sont envoyés pour les intercepter. La mission de bombardement semble avoir été un détournement pour empêcher les combattants de se positionner. Elle est suivie d'une attaque de torpilles lancées par une formation mixte de 50 Junkers Ju 88 et Heinkel He 111. Devant un barrage antiaérien intense, cinq avions sont abattus et des 96 torpilles tirées, seules huit atteignent leur cible. L'un des Heinkel a également été abattu par les Sea Hurricanes. À 16 h 15, une seconde attaque aérienne de neuf bombardiers torpilleurs Heinkel He 115 ne cause aucun dommage, les torpilles tombant à distance des navires. Un des Heinkel est abattu par le barrage antiaérien du convoi. Après l'attaque, les Sea Hurricanes détruisent un Blohm & Voss BV 138, sans subir quelque dommage apparent. À 20 h 40, une force de douze bombardiers torpilleurs Heinkel He 111 attaque le convoi en petits groupes et près de la moitié de ceux-ci sont abattus par le barrage antiaérien et les Sea Hurricanes.

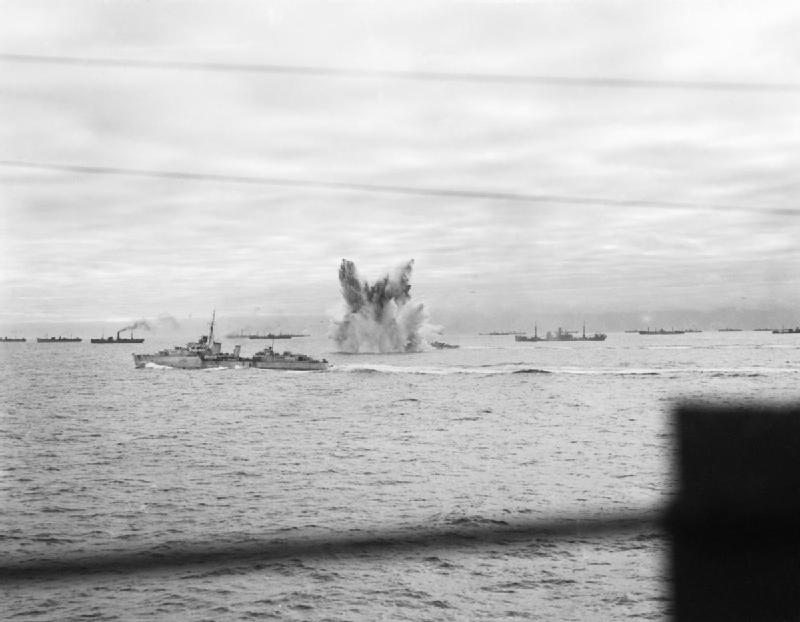
Convoi PQ 18, une détonation sous-marine éclate à côté de.

Le 14 septembre à 3 h 30, un U-boot torpille et coule un pétrolier à l'arrière du convoi. Trente minutes plus tard, une patrouille de Swordfish attaque un U-boot qui est forcé de plonger. À 9 h 40, un autre Swordfish détecte l'U-589 qui plonge immédiatement. Localisé, le sous-marin allemand est coulé par l'HMS Onslow.
Anthony Paul Colthust devait changer de tactique pour établir une fluidité des appontages et des décollages des Sea Hurricanes et des Fairey Swordfish : les avions n'étaient pas en mesure d'utiliser la catapulte conçue par la marine américaine qui nécessitait un décollage vers le bas, mais plutôt la méthode de queue utilisée par les catapultes de la Royal Navy. Cette technique nécessitait la longueur complète du pont pour décoller.
Le jour, il s'efforçait de garder un groupe d'avions en vol et un autre prêt à décoller pour un maximum d’efficacité afin de pouvoir diviser les grandes formations d'avions allemands. Cette méthode entraîna un cycle continu de décollages et d'appontages notamment pour ré-alimenter et ré-armer les groupes d'aéronefs.
À 12 h 30, un groupe de 22 Junkers et Heinkel escortés de Messerschmitt Bf 110 s'approcha du convoi. Le commandant du porte-avions fit décoller neuf Sea Hurricanes. Leur présence força certains avions allemands à larguer précipitamment leurs torpilles et à se détourner, alors que d'autres furent abattus par la défense antiaérienne. Une attaque simultanée d'une force de 14 Junkers à l'arrière du convoi divisa les escadrons de Sea Hurricanes, abattant néanmoins l'un des Ju 88. Le transporteur et les escortes furent ciblés par l'aviation allemande et une vingtaine d'avions touchèrent leur cible.
Vers 15 h 30, 25 nouveaux bombardiers torpilleurs font leur apparition. L'Avenger est ciblé par 17 d'entre eux, échappant à toute attaque de torpille. Au cours de la bataille, trois Sea Hurricanes sont abattus par erreur par des tirs d'escorte. Les pilotes ont tous été secourus.
Simultanément, une autre force composée de Ju 88 cibla l'Avenger et le Scylla. Aucun des deux navires n'a été touché, mais un certain nombre de quasi-collisions ont été enregistrées. Un feu déclaré dans la salle de catapulte du porte-avions a rapidement été maîtrisé. Ce fut la dernière attaque de la journée. Les Sea Hurricanes ont revendiqué 5 des 24 appareils abattus et 14 autres ont été endommagés.

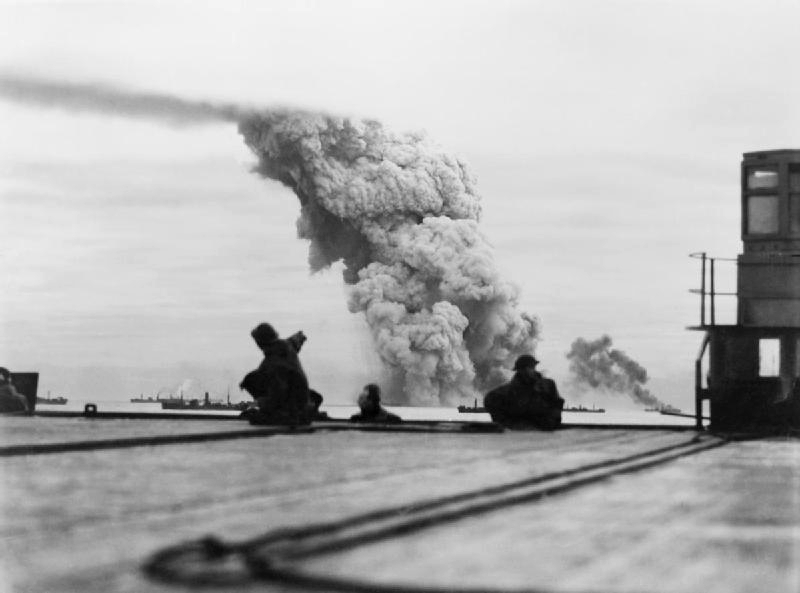
Explosion d'un navire marchand, photographié du pont d'envol du HMS Avenger.

Pendant toute la matinée du 15 septembre, le convoi navigue dans le brouillard. Vers 12 h 20, le brouillard se dispersant, l'opérateur de radar du bâtiment signale un groupe de 70 bombardiers à l'approche. La totalité les Sea Hurricanes ont ordre de décoller immédiatement pour les intercepter. La présence des avions britanniques tenait les bombardiers au-dessus du niveau des nuages, rendant la précision quasi nulle. Les bombardiers sont restés à proximité du convoi jusqu'à ce que les pénuries de carburant les obligent à rentrer à la base, vers 16 h 45.
Le 16 septembre, un Consolidated PBY Catalina No. 210 Squadron RAF (en), basé en Russie, atteint le convoi et prend en charge les patrouilles des Swordfish de l'Avenger. Cela a permis de libérer le pont pour le retour des Sea Hurricanes. Le Scylla et les destroyers quittent le convoi PQ 18 au soir et rejoignent le soir même un autre convoi quittant les eaux territoriales russes.
Le convoi arrive à Arkhangelsk le 17 septembre 1942. Treize cargos ont été coulés, les uns par avions et les autres par des U-Boots. Au cours de la traversée, le HMS Avenger perd cinq Sea Hurricane et un pilote, ainsi qu'un Swordfish.

### Convoi QP 14

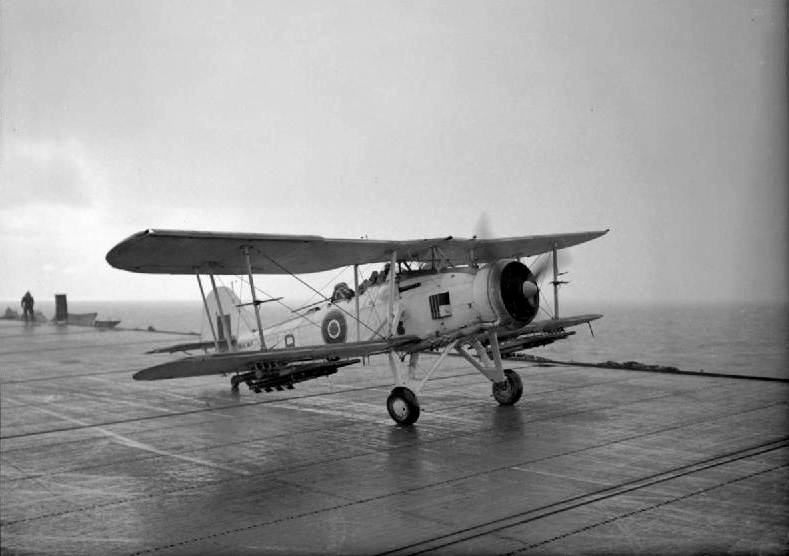
Décollage d'un Swordfish sur le pont d'un porte-avions d'escorte.

L'Avenger et les escortes rejoignent le convoi QP 14 à 5 heures du matin le 17 septembre. Il envoya un Swordfish patrouiller tout au long de la journée, sans résultat.
Le 18 septembre, la glace sur le poste de pilotage empêche tout décollage. Le même jour, le convoi est dévié plus au nord, loin des aérodromes allemands basés en Norvège. Un avion de reconnaissance allemand localise le convoi en le gardant sous observation sans attaquer et les Sea Hurricanes sont restés à bord du porte-avions tout au long de la journée. Les 19 et 20 septembre, un Swordfish patrouillant dans la zone ne signale aucun U-boot bien qu'un navire marchand est torpillé et coulé le 20 septembre. À 18 h 45, l'Avenger et trois destroyers d'escorte quittent le convoi pour Scapa Flow. Quelques jours après, le convoi perd l'HMS Somali, torpillé par l'U-703 et deux jours plus tard, un navire marchand. Ce convoi était composé de quinze navires marchands. Ils arrivent à douze, au Loch Ewe le 26 septembre 1942. Le 24 septembre, l'Avanger appareille à Scapa Flow.

### Opération Torch

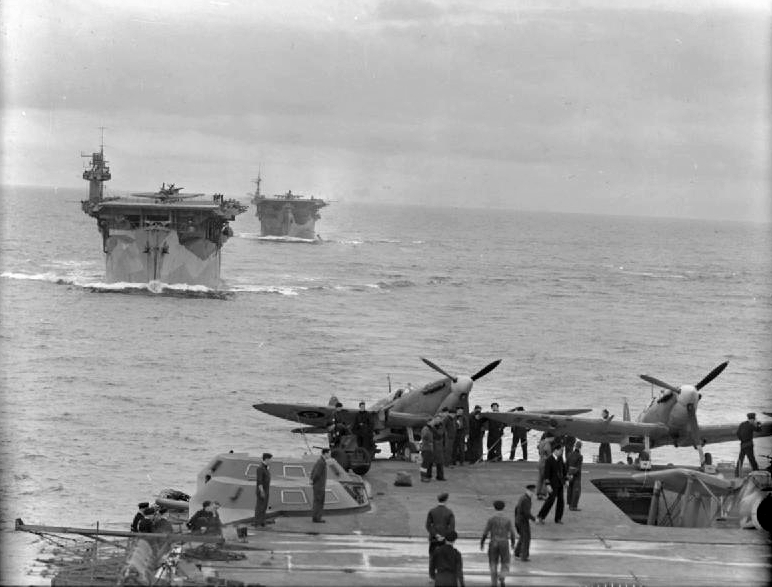
L' et lAvanger photographiés depuis le pont du, avec à son bord deux Supermarine Seafires.

L'HMS Avenger, l'HMS Biter et l'HMS Victorious quittent Scapa Flow pour Greenock le 16 octobre 1942. Il embarque le Sqn 802 et le Sqn 883 (Sea Hurricane) du NAS et le Sqn 833B (Swordfish) du NAS, armés de canon de 20 mm. Il part pour Alger, où il est chargé de fournir une couverture aérienne pour le convoi KMS1 transportant la force d'assaut britannique pour l'opération Torch. À leur arrivée le 8 novembre 1942 en Afrique du Nord, le Sqn 833B du NAS débarque à Gibraltar. L'Avenger fait partie de l'Esatern Naval Task Force avec l'HMS Argus, trois croiseurs et cinq destroyers. Entre le 8 et le 10 novembre, le porte-avions a effectué 60 missions de chasse.
Le 10 novembre 1942, il rentre à Alger pour effectuer des réparations des défauts de ses machines.
Le 12 novembre 1942, il fait route vers la Grande-Bretagne avec le convoi MKF1Y. Le 15 novembre, il est coulé par une torpille de l'U-155 dans l'Atlantique, à l'ouest de Gibraltar. Touché dans la soute à munitions, il coule en cinq minutes à la position 36° 15′ N, 7° 45′ O. 516 hommes périssent dans cette attaque, il y a seulement 12 à 17 survivants selon les sources).